# Bác Ái
Bác Ái là một xã thuộc tỉnh Khánh Hòa, Việt Nam.

## Lịch sử
Ngày 16 tháng 6 năm 2025, Ủy ban Thường vụ Quốc hội ban hành Nghị quyết số 1667/NQ-UBTVQH15 về việc sắp xếp các đơn vị hành chính cấp xã của tỉnh Khánh Hòa năm 2025 (nghị quyết có hiệu lực từ ngày 16 tháng 6 năm 2025). Theo đó, hợp nhất các xã Phước Tiến, Phước Thắng và Phước Chính thành xã Bác Ái.

## Địa lý
Xã Bác Ái có ranh giới với các xã:
- Phía Bắc giáp với xã Khánh Sơn.
- Phía Nam giáp với xã Mỹ Sơn, Ninh Sơn.
- Phía Đông giáp với xã Bác Ái Đông.
- Phía Tây giáp với xã Bác Ái Tây và Lâm Sơn.

Xã có diện tích là 188,48 km², dân số năm 2025 là 12.270 người, mật độ dân số đạt 65 người/km².